# مکعبی کردن

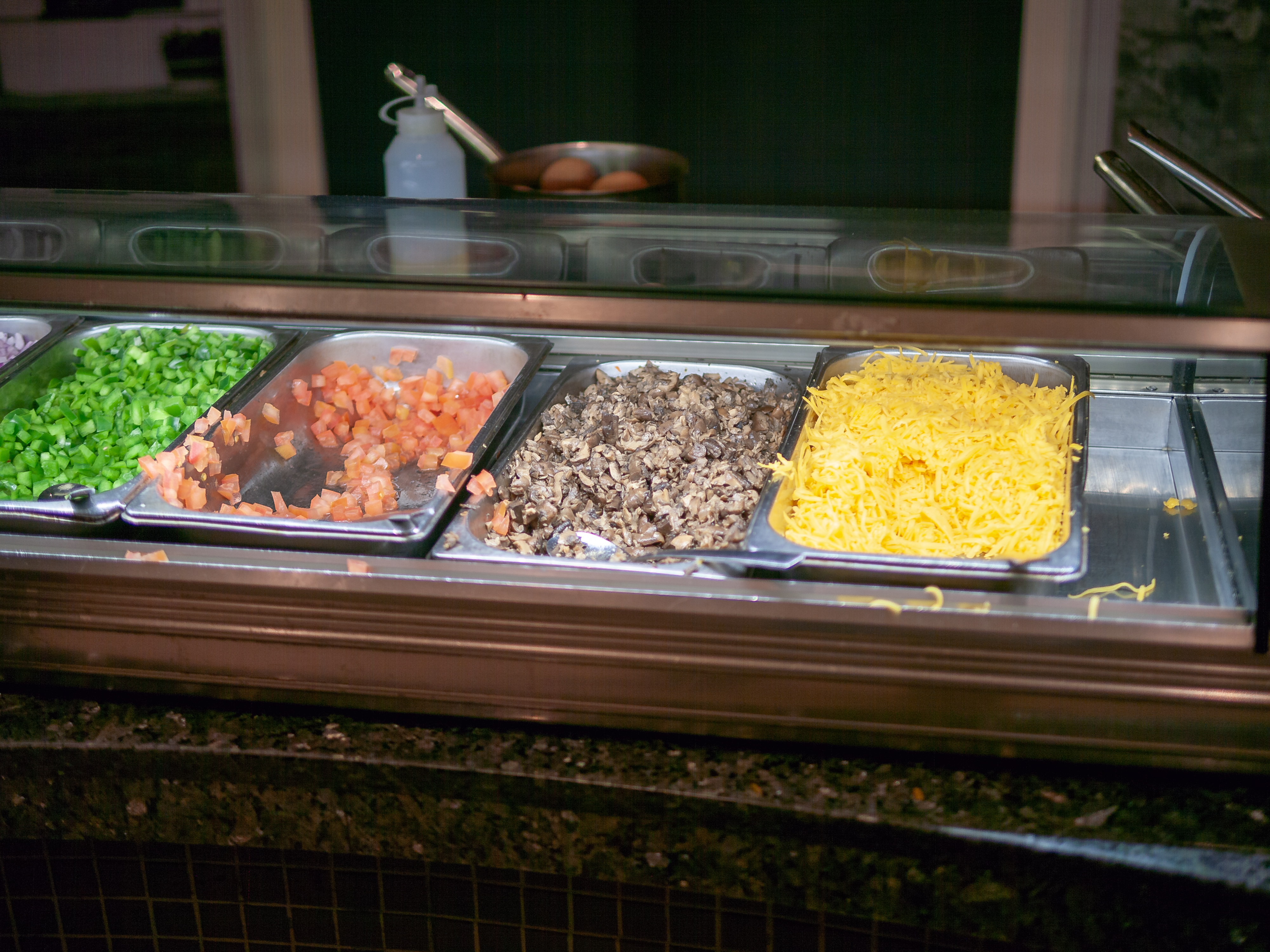
فلفل دلمه‌ای سبز، گوجه فرنگی و قارچ خردشده مکعبی (از چپ به راست)

مکعبی کردن یا دایسینگ (به انگلیسی: Dicing) یک برش چاقویی آشپزی است که در آن ماده غذایی به قطعات کوچک و اندازه تاس بریده می‌شود. این کار ممکن است به دلایل زیبایی‌شناسی یا ایجاد قطعه‌هایی با اندازه یکنواخت برای اطمینان از پخت و پز یکنواخت انجام شود. با این برش، طعم و بافت در سرتاسر ظرف پخش می‌شود و همچنین زمان پخت نیز سریع‌تر می‌شود. خردکردن معمولاً برای سبزیجاتی که به این روش تهیه می‌شوند اعمال می‌شود، اما می‌تواند برای تهیه گوشت یا ماهی و میوه نیز اعمال شود. نگینی کردن اندازه کوچکی است که از برش بیشتر غذای سبک خلال‌شده تولید می‌شود.